# Jan Weissenbruch

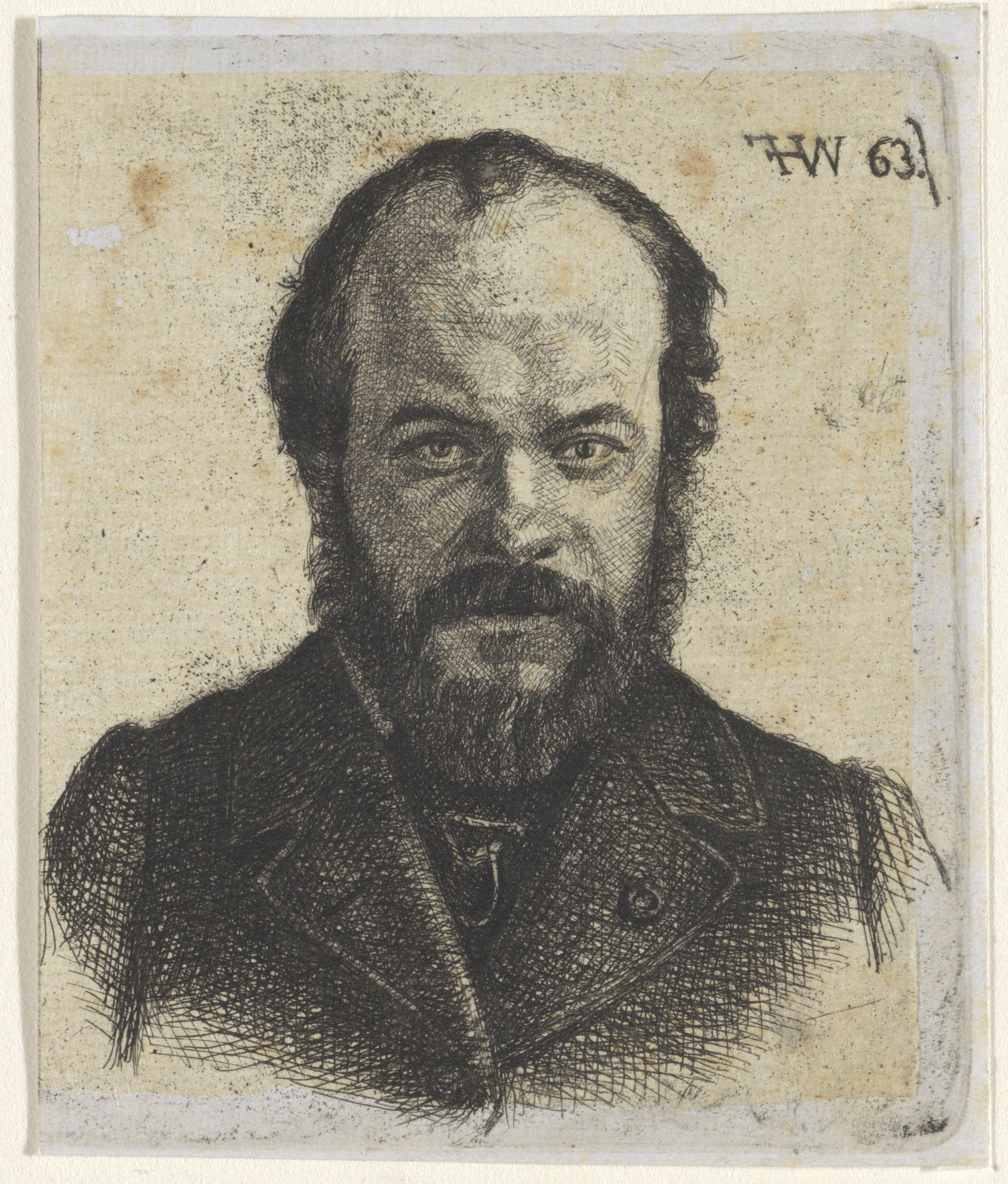
Frederik Hendrik Weissenbruch, Ritratto di Jan Weissenbruch, incisione, 1863 Rijksmuseum (Amsterdam)

Jan Weissenbruch (L'Aia, 18 marzo 1822 – L'Aia, 15 febbraio 1880) è stato un pittore e incisore olandese.
Apparteneva alla Scuola dell'Aia

## Biografia
Jan Weissenbruch nacque da una famiglia di artisti: suo cugino, che era suo coetaneo, era il pittore Johan Hendrik Weissenbruch che fu in contatto con Van Gogh; divenne pittore anche suo nipote Frederik Hendrik Weissenbruch.
Dal 1839 al 1847 seguì i corsi di pittura all'Accademia di belle arti dell'Aia, formandosi sotto la guida di Anthonie Waldorp, del pittore e litografo Isaac Cornelis Elink Sterk e di Salomon Leonard Verveer autore di paesaggi e di scene di genere.
Partecipò alla realizzazione del libro, illustrato con litografie originali, Ons Vaderland en zijne Bewoners di AA, Jacob van der Abraham. Eseguì altre incisioni e litografie, con ritratti e con paesaggi.
Jan Weissenbruch dipinse vedute di città - tra cui L'Aia, Amersfoort e Nimega - che oggi sono considerate di grande interesse, anche perché sono documenti storiciː Chiesa di Saint-Denis a Liegi, Vecchia strada a Bataria, Porto di Leerdam. In queste tele è evidente un influsso di grandi pittori olandesi del Seicento, come Vermeer e Pieter de Hoochː da parte del pittore era un tentativo di recuperare alla cultura moderna una tradizione antica. Sulle sue scelte stilistiche ha infatti scritto Marco Valsecchi: La meticolosa rappresentazione dei particolari, il gusto delle vecchie pietre, delle lucide prospettive, delle ombre in netta contrapposizione alla luce è una precisa derivazione dei maestri olandesi del Seicento.
Eseguì ritratti, tra cui quello del pittore di marine Louis Meijer, oggi conservato al Rijksmuseum (Amsterdam).

## Galleria d'immagini

Opere di Jan Weissenbruch
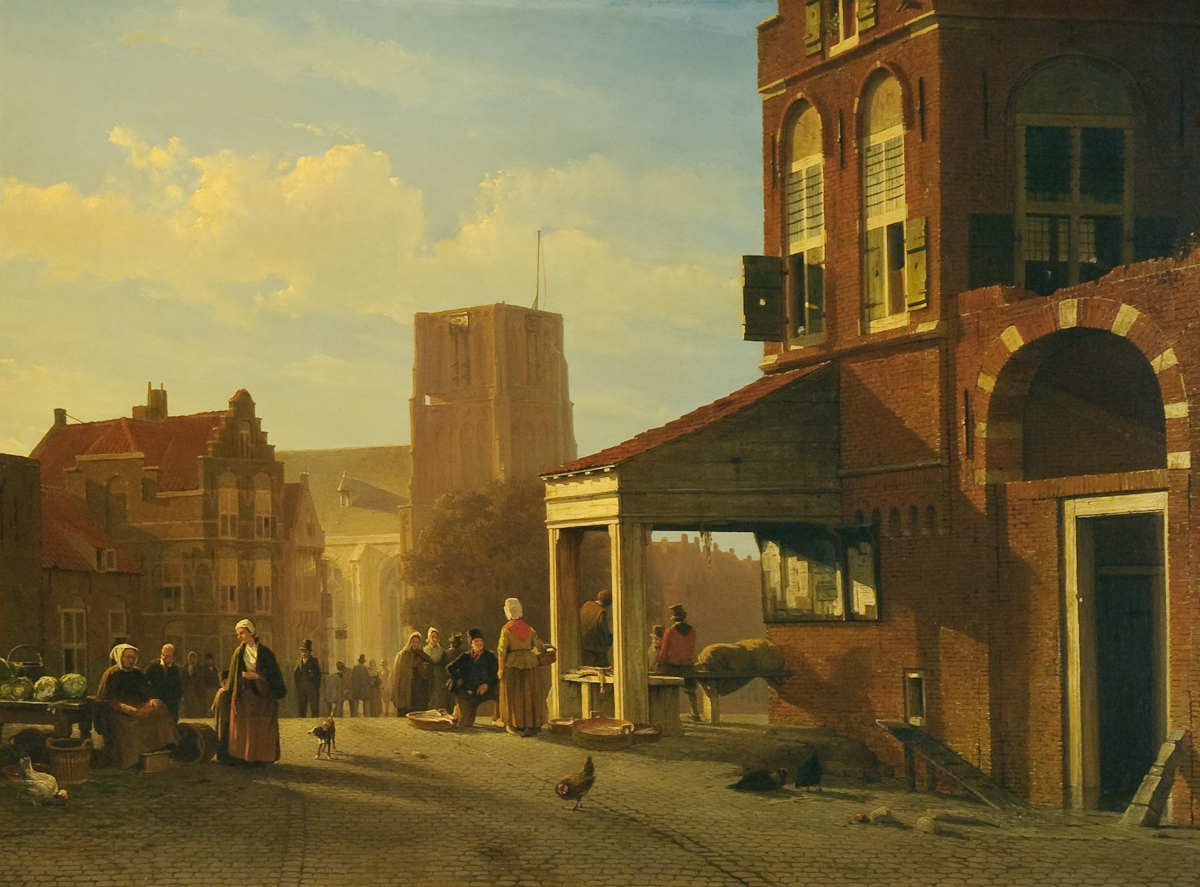
Mercato del pesce a Woudrichem, circa 1850
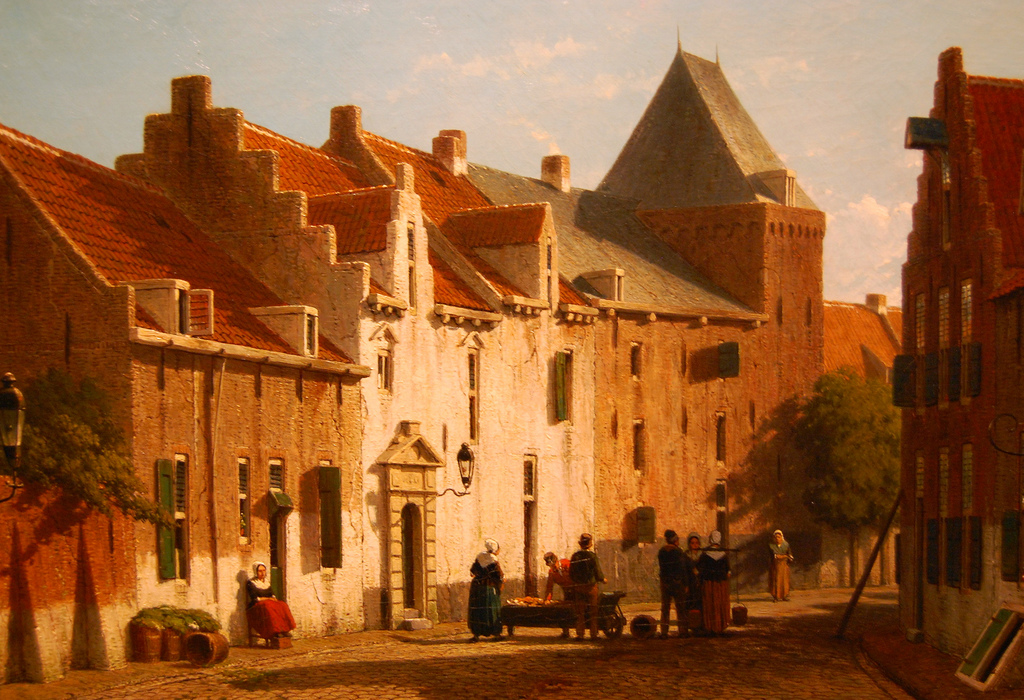
Mura e torri di Amersfoort, circa 1864 Rijksmuseum Twenthe Enschede
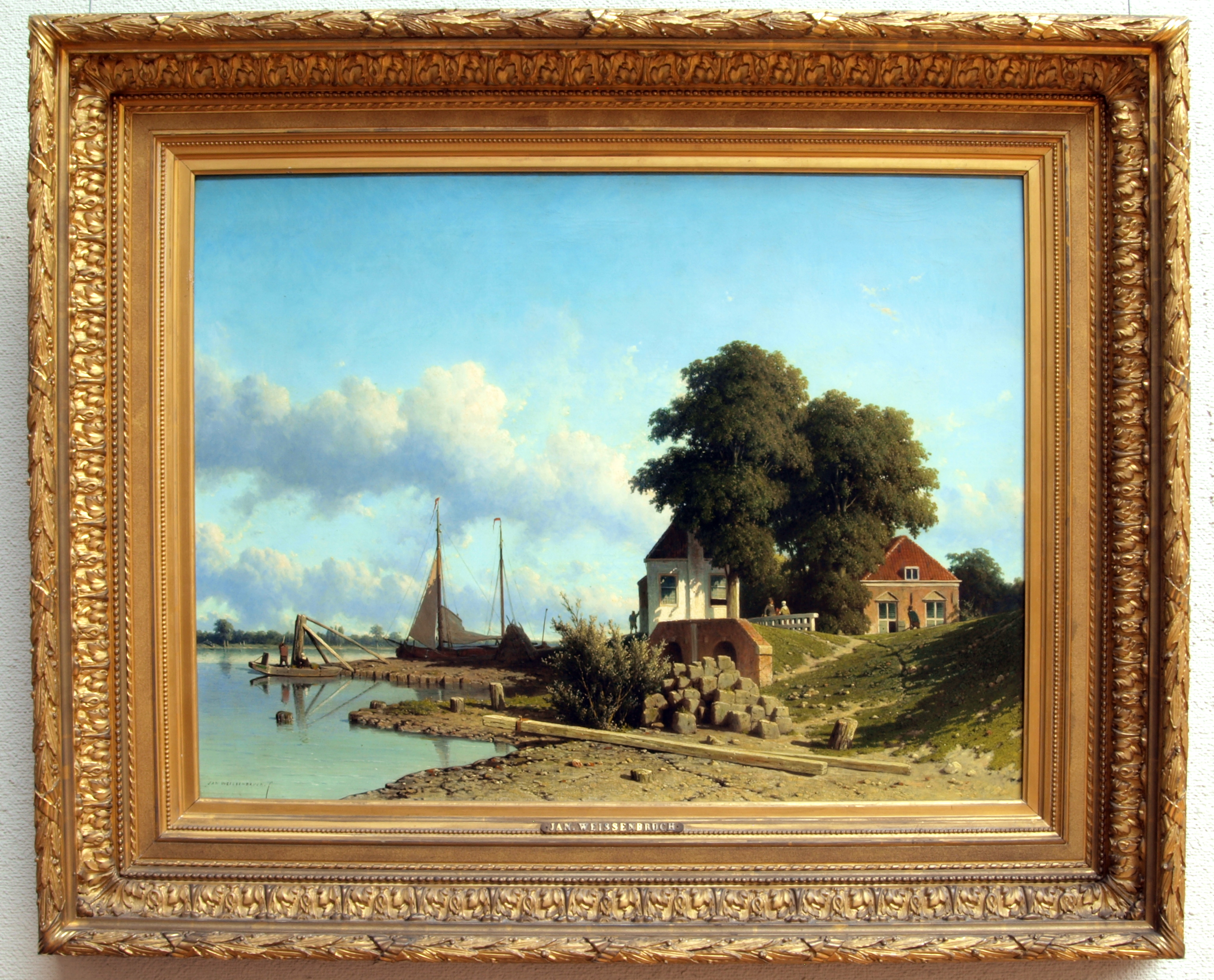
Paesaggio di Elshout, 1850-1854, Museo Teylers Haarlem
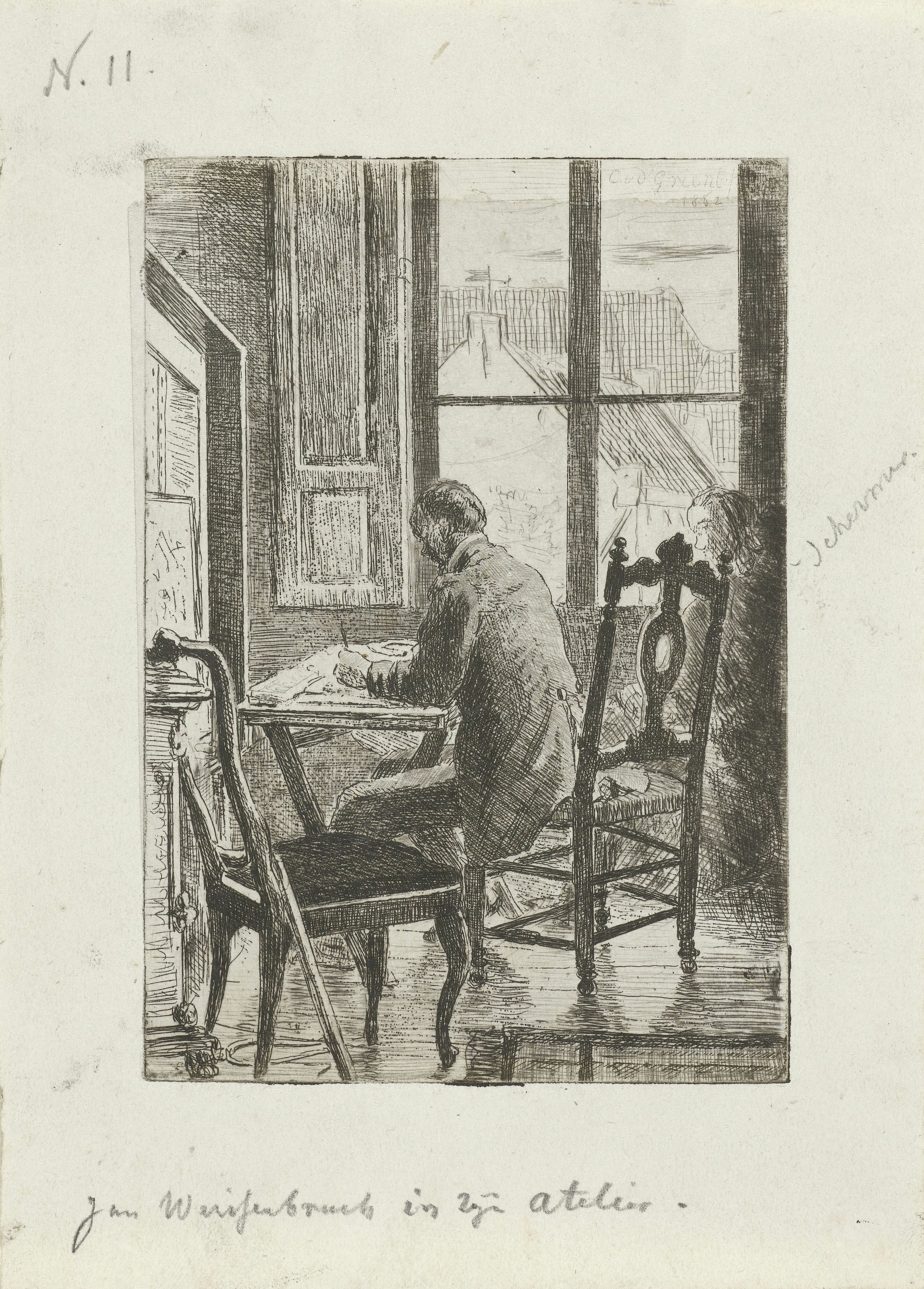
Autoritratto di Jan Weissenbruch nell'atelier di Cornelis van der Grient, incisione, 1862, Rijksmuseum